# تصدیق
تصدیق، حالتی است که در آن، ذهن چیزی را به چیز دیگر، نسبت می‌دهد و حکم می‌کند؛ مثلاً علم به این که «آتش سوزاننده است»، «سقراط انسان است» یا «جیوه فلز است». تصدیق همواره در قالب یک جمله خبری، بیان می‌شود. در برابر آن، (تصور) است؛ همچون: آتش، سقراط و جیوه….
به معنای روش درست درک و شناسایی مفاهیم می‌باشد.
در هر تصدیق، سه تصور وجود دارد:
الف) تصور موضوع؛ یعنی آنچه که چیزی را به آن، نسبت داده می‌شود؛ مانند «آتش» در «آتش سوزاننده است».
ب) تصور محمول؛ یعنی آنچه که به موضوع، نسبت داده می‌شود؛ مانند تصور «سوزاننده» در مثال قبل.
ج) نسبت حکمیه؛ تصور نسبت بین محمول به موضوع که رابطهٔ آن دو را معین می‌کند.
اگر چه هر تصدیقی در مقام بیان، در قالب یک مرکب تام خبری، بیان می‌شود؛ اما باید توجّه داشت که تصدیق با لفظ مرکب تام خبری، متفاوت است و این دو همواره، مصداق مشترک ندارند.
اولاً: حالاتی وجود دارد که تصدیق در قالب دو یا چند جمله، بیان شود (وحدت تصدیق و کثرت لفظ)؛ مانند: «فیل از موش، بزرگ‌تر است» مساوی است با «موش از فیل، کوچک‌تر است.»
ثانیاً: حالتی وجود دارد که از یک جمله، دو یا چند تصدیق، فهمیده شود. وحدت لفظ و کثرت تصدیق، عموماً بر اثر ایهام و کژتابیاست.
تفاوت تصدیق و جمله، اساساً در این نکته، نهفته است که تصدیق، متعلّق به جهان ذهن، و جمله، مربوط به جهان زبان است؛ از این رو باید توجه داشت که مسئلهٔ صدق و کذب یا راست و دروغ بودن، در اصل، مربوط به پدیدهٔ تصدیق است؛ اما جمله در تقسیم اولیه خود، به بی‌معنی و بامعنی، تقسیم می‌شود و جملات بامعنی، بر دو قسم خبری و غیرخبری هستند و فقط جملات خبری از این جهت که بیانگر یک تصدیق هستند، می‌توانند صادق یا کاذب باشند.